# Heilige Familiekerk (Waregem)

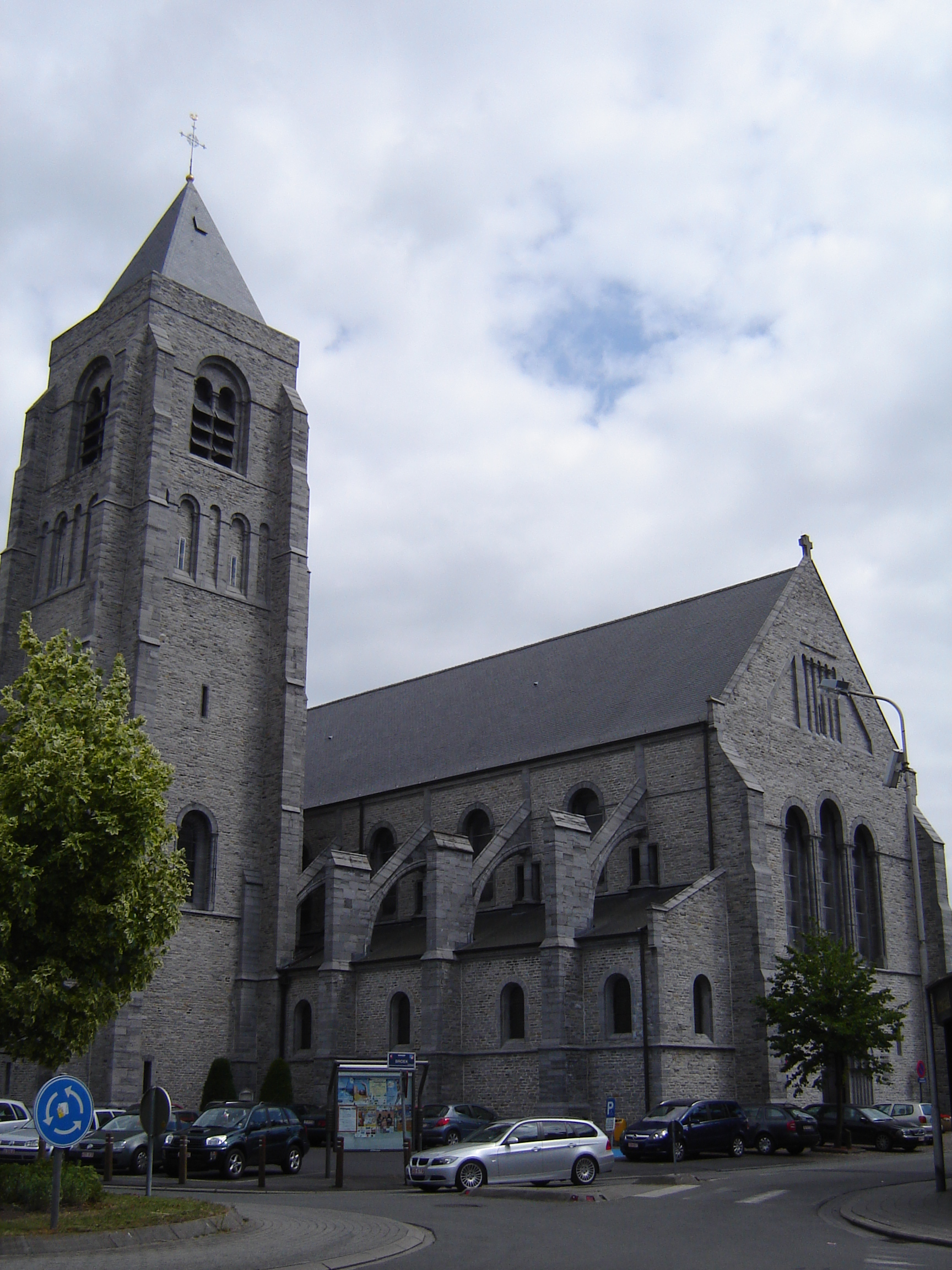
Heilige Familiekerk

De Heilige Familiekerk is de parochiekerk van de tot de West-Vlaamse stad Waregem behorende wijk Gaverke, gelegen aan de Toekomststraat.

## Geschiedenis
Tijdens de 20e eeuw kwam er meer bebouwing ten westen van de oorspronkelijke kern van Waregem, vooral arbeiderswoningen, en in 1942 werd een nieuwe parochie opgericht. Van 1951-1951 vond de bouw van de kerk, naar ontwerp van Maurice Allaert, plaats. De firma Weverij Gebr. Devos schonk in 1965 gebrandschilderde ramen met het kenmerkende opschrift Leven is weven - sterven is aan God zijn stuk afgeven. Het orgel, gebouwd door Jean Bruggeman, is van 1987.

## Gebouw
Het betreft een driebeukige kruisbasiliek in neoromaanse stijl, opgetrokken in Doornikse hardsteen. De toren, op vierkante plattegrond, is tegen de noorder transeptoksel aangebouwd.

## Interieur
Het hoofdaltaar stamt gedeeltelijk uit de 18e eeuw. De eikenhouten zijaltaren zijn van ongeveer 1700 en afkomstig van het Minderbroedersklooster te Sint-Truiden. De preekstoel is uit het Grootseminarie van Brugge, maar oorspronkelijk afkomstig van de Abdij Onze-Lieve-Vrouw Ten Duinen te Koksijde. er zijn schilderijen en heiligenbeelden uit de 17e en 18e eeuw. Zo is er een Onze-Lieve-Vrouw met scepter en Jezuskind van de eerste helft van de 17e eeuw. Tot de schilderijen behoren Heilige Familie en kleine Johannes van 1660; Genadestoel van 1e helft 17e eeuw en Bekering van Sint-Augustinus uit de 17e eeuw.